# You Bring Me Joy (песня Амелии Лили)
«You Bring Me Joy» — дебютный сингл британской певицы Амелии Лили. Песня стала основным синглом с дебютного альбома певицы Be a Fighter, и была выпущена 9 сентября 2012 года музыкальным лейблом Sony Music. Песня была написана Анни Йоилл, Брайаном Хиггинсом, Карлой Мари Вильямс, Фредом Фэлком, Люком Фиттоном, Мэттом Греем, Мирандой Купер, Оуэном Паркером, Тоби Скоттом и спродюсирована Xenomania. Премьера состоялась 7 июля 2012 года на радиостанции The Hits Radio, и на следующий день была выложена в интернет.

## Коммерческие показатели
'You Bring Me Joy' стала доступной для цифрововой дистрибуции 9 сентября 2012 года, спустя месяц после выхода видеоклипа. В день премьеры сингл достиг первого места в UK iTunes Chart, где продержался ещё 4 дня. Разойдясь в количестве 50 000 копий за первую неделю, заняв 2 место в Official Charts Company, уступив место песне Hall of Fame The Script и will.i.am. Песня стала вторым по успеху среди релизов участников британского проекта X Factor.

## Музыкальное видео
Съёмки клипа проходили 10 июля 2012 года в городе Лос-Анджелес, штат Калифорния. На официальном канале VEVO он появился 30 июля. К 15 октября 2012 года количество просмотров достигло 3 000 000. Видеоклип был номинирован в категории 'Лучшее Видео' на музыкальной премии 4Music Video Honours.

## Концертные выступления
Амелия Лили впервые исполнила композицию 21 июля 2012 года на 'Nickelodeon Fruit Shoot Awards'. 24 августа певица выложила на своём канале в Youtube акустическую версию. 10 сентября 2012 года она исполнила композицию для Sun Biz Sessions, проводимых газетой The Sun.

## Чарты
| Чарт (2012/2013)                 | Наивысшее место |
| -------------------------------- | --------------- |
| Чехия (Rádio — Top 100)          | 76              |
| Венгрия (Rádiós Top 40)          | 2               |
| Ирландия (IRMA)                  | 5               |
| Нидерланды (Single Top 100)      | 67              |
| Польский Видео чарт              | 1               |
| Russian Billboard Hot 50 Airplay | 13              |
| Шотландия (OCC Scotland)         | 1               |
| Словакия (Rádio — Top 100)       | 8               |
| Великобритания (OCC UK Singles)  | 2               |

## История релиза
| Страна         | Дата                 | Формат               | Лейбл      |
| -------------- | -------------------- | -------------------- | ---------- |
| Ирландия       | 7 сентября 2012 года | Цифровая дистрибуция | Sony Music |
| Великобритания | 9 сентября 2012 года | Цифровая дистрибуция | Sony Music |